# Ruby Rose Turner
Ruby Rose Turner (16 de octubre de 2005) es una actriz estadounidense. Es conocida por su papel protagonista como Cami Wrather en la serie de Disney Channel Coop & Cami Ask the World, y por su papel como Bridget en la película Descendants: The Rise of Red de la serie fílmica Descendants.

## Vida y carrera
Turner nació y creció en el barrio Saugus de Santa Clarita, California. Turner bailó competitivamente durante cuatro años y ganó varios títulos de Campeón Nacional en grupos pequeños. Comenzó su carrera profesional a los siete años como actriz infantil en el programa de Univision Sábado Gigante. Ella también participó en el programa de la ABC Dancing with the Stars. Turner actuó como bailarina en el número "It's a Hard Knock Life" de la película de 2014 Annie. Ha aparecido en numerosos comerciales de televisión nacionales e internacionales.
Turner ha tenido papeles como estrella invitada en Black-ish de la ABC, y en Fuller House de Netflix interpretando a la hija mayor de Joey Gladstone, Phyllis. En 2018 comenzó a interpretar el papel protagonista de Cameron "Cami" Wrather en la serie de comedia de Disney Channel Coop & Cami Ask the World. Más tarde, ese mismo año, lanzó un vídeo musical titulado "Ruby Rock" que se transmitió en Disney Channel. En mayo de 2021, se anunció que Turner había sido elegida para dar voz al personaje principal en el doblaje en inglés de la serie de anime de Netflix Edén.
En noviembre de 2022 se anunció que formaría parte del elenco de la película Descendants: The Rise of Red como Bridget, la joven Reina de Corazones, la cual se estrenaría en 2024, volviendo a repetir el papel en el cortometraje de 2025 Shuffle of Love: A Descendants Short Story.

## Filmografía

### Películas
| Año  | Título                                     | Pepel       | Notas                      |
| ---- | ------------------------------------------ | ----------- | -------------------------- |
| 2014 | Annie                                      | Huérfana #8 | sin acreditar              |
| 2016 | Burlap                                     | Holly       | Cortometraje               |
| 2024 | Descendants: The Rise of Red               | Bridget     | Papel principal            |
| 2024 | Almost Popular                             | Suzie Quinn | Papel protagonista         |
| 2024 | Wickedly Sweet: A Descendants Short Story  | Bridget     | Cortometraje; Papel de voz |
| 2025 | Shuffle of Love: A Descendants Short Story | Bridget     | Cortometraje               |
| —    | Someone Saved My Life                      | Beth        | Papel protagonista         |

### Series
| Año       | Título                    | Pepel                  | Notas                                          |
| --------- | ------------------------- | ---------------------- | ---------------------------------------------- |
| 2016      | Black-ish                 | Chica Guay #1          | Episodio: "Twindependence"                     |
| 2016–2017 | Fuller House              | Phyllis Gladstone      | Episodios: "Fuller Thanksgiving", "Maybe Baby" |
| 2018–2020 | Coop & Cami Ask the World | Cameron "Cami" Wrather | Papel protagonista                             |
| 2019      | Just Roll with It         | Ella misma             | Episodio: "Just Roll with It: You Decide LIVE" |
| 2021      | Edén                      | Sara Grace             | Papel de voz protagonista (doblaje en inglés)  |

## Discografía

### Sencillos
| Título            | Año  | Álbum                        |
| ----------------- | ---- | ---------------------------- |
| "Ruby Rock"       | 2018 |                              |
| "The Mirror"      | 2019 |                              |
| "Shuffle of Love" | 2024 | Descendants: The Rise of Red |

### Otras canciones listadas
| Título            | Año  | Álbum                        |
| ----------------- | ---- | ---------------------------- |
| "Life Is Sweeter" | 2024 | Descendants: The Rise of Red |